# Médaille William Dean Howells
Pour les articles homonymes, voir Howells.
La médaille William Dean Howells est une récompense remise tous les cinq ans à une œuvre de fiction par l'American Academy of Arts and Letters.
| Auteur                                 | Livre                              |
| -------------------------------------- | ---------------------------------- |
| 2005 Shirley Hazzard                   | The Great Fire                     |
| 2000 Don DeLillo                       | Outremonde                         |
| 1995 John Updike                       | Rabbit at Rest                     |
| 1990 E. L. Doctorow                    | Billy Bathgate                     |
| 1985 No award                          |                                    |
| 1980 William Maxwell                   | So Long, See You Tomorrow          |
| 1975 Thomas Pynchon (a refusé le prix) | L'Arc-en-ciel de la gravité        |
| 1970 William Styron                    | Les Confessions de Nat Turner      |
| 1965 John Cheever                      | The Wapshot Scandal                |
| 1960 James Gould Cozzens               | By Love Possessed                  |
| 1955 Eudora Welty                      | The Ponder Heart                   |
| 1950 William Faulkner                  |                                    |
| 1945 Booth Tarkington                  |                                    |
| 1940 Ellen Glasgow                     |                                    |
| 1935 Pearl S. Buck                     | The Good Earth (La Terre chinoise) |
| 1930 Willa Cather                      | Death Comes for the Archbishop     |
| 1925 Mary E. Wilkins Freeman           |                                    |